# Northeast Harbor
Northeast Harbor est un village de la commune de Mount Desert dans le Maine.
Situé à l'embouchure du Somes Sound, face à Southwest Harbor, il est un point de départ en ferry pour l'archipel des Cranberry Isles.

## Personnalités
- Gunnar Hansen (1947-2015), acteur islando-américain, y est décédé.
- Barbara Bel Geddes (1922-2005), actrice américaine, y est décédée.
- Marguerite Yourcenar (1903-1987) écrivaine française, première femme élue à l'Académie française, y a habité de 1950 à sa mort et y a écrit ses œuvres les plus célèbres[1],[2],[3].